# Список синглов № 1 на радио России в 2022 году (TopHit)
Список песен, которые достигли позиции номер один на радио в официальном российском недельном чарте музыкального портала TopHit.

## Список синглов № 1
| Дата        | Песня                                | Исполнитель                                                                               | Ссылка |
| ----------- | ------------------------------------ | ----------------------------------------------------------------------------------------- | ------ |
| 7 Январь    | «Ночь счастливых надежд»             | Лариса Долина, Николай Басков, Дима Билан, Юлианна Караулова и Хор Академии Игоря Крутого | [ 1 ]  |
| 14 Январь   | «Up»                                 | Инна                                                                                      | [ 2 ]  |
| 21 Январь   | «Up»                                 | Инна                                                                                      | [ 3 ]  |
| 28 Январь   | «Not About Us (Byjoelmichael Remix)» | Alis Shuka и Byjoelmichael                                                                | [ 4 ]  |
| 4 Февраль   | «Not About Us (Byjoelmichael Remix)» | Alis Shuka и Byjoelmichael                                                                | [ 5 ]  |
| 11 Февраль  | «Up»                                 | Инна                                                                                      | [ 6 ]  |
| 18 Февраль  | «Alien»                              | Galantis при участии Lucas & Steve и Ilira                                                | [ 7 ]  |
| 25 Февраль  | «Up»                                 | Инна                                                                                      | [ 8 ]  |
| 4 Март      | «Up»                                 | Инна                                                                                      | [ 9 ]  |
| 11 Март     | «Up»                                 | Инна                                                                                      | [ 10 ] |
| 18 Март     | «Not About Us (Byjoelmichael Remix)» | Alis Shuka и Byjoelmichael                                                                | [ 11 ] |
| 25 Март     | «Up»                                 | Инна                                                                                      | [ 12 ] |
| 1 Апрель    | «Up»                                 | Инна                                                                                      | [ 13 ] |
| 8 Апрель    | «Not About Us (Byjoelmichael Remix)» | Alis Shuka и Byjoelmichael                                                                | [ 14 ] |
| 15 Апрель   | «Not About Us (Byjoelmichael Remix)» | Alis Shuka и Byjoelmichael                                                                | [ 15 ] |
| 22 Апрель   | «Not About Us (Byjoelmichael Remix)» | Alis Shuka и Byjoelmichael                                                                | [ 16 ] |
| 29 Апрель   | «Hallucination»                      | Regard и Years & Years                                                                    | [ 17 ] |
| 6 Май       | «Hallucination»                      | Regard и Years & Years                                                                    | [ 18 ] |
| 13 Май      | «Hallucination»                      | Regard и Years & Years                                                                    | [ 19 ] |
| 20 Май      | «Shot A Friend»                      | Holy Molly                                                                                | [ 20 ] |
| 27 Май      | «Hallucination»                      | Regard и Years & Years                                                                    | [ 21 ] |
| 3 Июнь      | «Shot A Friend»                      | Holy Molly                                                                                | [ 22 ] |
| 10 Июнь     | «Hallucination»                      | Regard и Years & Years                                                                    | [ 23 ] |
| 17 Июнь     | «Hallucination»                      | Regard и Years & Years                                                                    | [ 24 ] |
| 24 Июнь     | «Hallucination»                      | Regard и Years & Years                                                                    | [ 25 ] |
| 1 Июль      | «In the Dark»                        | Purple Disco Machine & Sophie and the Giants                                              | [ 26 ] |
| 8 Июль      | «In the Dark»                        | Purple Disco Machine & Sophie and the Giants                                              | [ 27 ] |
| 15 Июль     | «In the Dark»                        | Purple Disco Machine & Sophie and the Giants                                              | [ 28 ] |
| 22 Июль     | «In the Dark»                        | Purple Disco Machine & Sophie and the Giants                                              | [ 29 ] |
| 29 Июль     | «In the Dark»                        | Purple Disco Machine & Sophie and the Giants                                              | [ 30 ] |
| 5 Август    | «In the Dark»                        | Purple Disco Machine & Sophie and the Giants                                              | [ 31 ] |
| 12 Август   | «In the Dark»                        | Purple Disco Machine & Sophie and the Giants                                              | [ 32 ] |
| 19 Август   | «In the Dark»                        | Purple Disco Machine & Sophie and the Giants                                              | [ 33 ] |
| 26 Август   | «In the Dark»                        | Purple Disco Machine & Sophie and the Giants                                              | [ 34 ] |
| 2 Сентябрь  | «In the Dark»                        | Purple Disco Machine & Sophie and the Giants                                              | [ 35 ] |
| 9 Сентябрь  | «In the Dark»                        | Purple Disco Machine & Sophie and the Giants                                              | [ 36 ] |
| 16 Сентябрь | «In the Dark»                        | Purple Disco Machine & Sophie and the Giants                                              | [ 37 ] |
| 23 Сентябрь | «In the Dark»                        | Purple Disco Machine & Sophie and the Giants                                              | [ 38 ] |
| 30 Сентябрь | «In the Dark»                        | Purple Disco Machine & Sophie and the Giants                                              | [ 39 ] |
| 7 Октябрь   | «In the Dark»                        | Purple Disco Machine & Sophie and the Giants                                              | [ 40 ] |
| 14 Октябрь  | «In the Dark»                        | Purple Disco Machine & Sophie and the Giants                                              | [ 41 ] |
| 21 Октябрь  | «In the Dark»                        | Purple Disco Machine & Sophie and the Giants                                              | [ 42 ] |
| 28 Октябрь  | «In the Dark»                        | Purple Disco Machine & Sophie and the Giants                                              | [ 43 ] |
| 4 Ноябрь    | «In the Dark»                        | Purple Disco Machine & Sophie and the Giants                                              | [ 44 ] |
| 11 Ноябрь   | «In the Dark»                        | Purple Disco Machine & Sophie and the Giants                                              | [ 45 ] |
| 18 Ноябрь   | «In the Dark»                        | Purple Disco Machine & Sophie and the Giants                                              | [ 46 ] |
| 25 Ноябрь   | «In the Dark»                        | Purple Disco Machine & Sophie and the Giants                                              | [ 47 ] |
| 2 Декабрь   | «In the Dark»                        | Purple Disco Machine & Sophie and the Giants                                              | [ 48 ] |
| 9 Декабрь   | «Ночь счастливых надежд»             | Лариса Долина, Николай Басков, Дима Билан, Юлианна Караулова и Хор Академии Игоря Крутого | [ 49 ] |
| 16 Декабрь  | «Ночь счастливых надежд»             | Лариса Долина, Николай Басков, Дима Билан, Юлианна Караулова и Хор Академии Игоря Крутого | [ 50 ] |
| 23 Декабрь  | «Ночь счастливых надежд»             | Лариса Долина, Николай Басков, Дима Билан, Юлианна Караулова и Хор Академии Игоря Крутого | [ 51 ] |
| 30 Декабрь  | «Ночь счастливых надежд»             | Лариса Долина, Николай Басков, Дима Билан, Юлианна Караулова и Хор Академии Игоря Крутого | [ 52 ] |